# الکساندر بوسول
الکساندر بوسول (انگلیسی: Alexander Boswell; ۳ اوت ۱۹۲۸ – ۱۳ نوامبر ۲۰۲۱) فرد نظامی اهل بریتانیا بود. وی همچنین برندهٔ جوایزی همچون نشان حمام و نشان امپراتوری بریتانیا شده‌است.